# مزارشهدای هفت تیر وهشت شهریور
مزارشهدای هفت تیر وهشت شهریور مربوط به دوره معاصر است و در شهرستان تهران، اتوبان تهران به قم، بهشت زهرا واقع شده و این اثر در تاریخ ۲۵ اردیبهشت ۱۳۸۰ با شمارهٔ ثبت ۳۸۳۸ به‌عنوان یکی از آثار ملی ایران به ثبت رسیده است.